# William Windom
Pour les articles homonymes, voir Windom.
William Windom est un acteur américain né le 28 septembre 1923 à New York et mort le 16 août 2012 à Woodacre dans le comté de Marin.

## Biographie

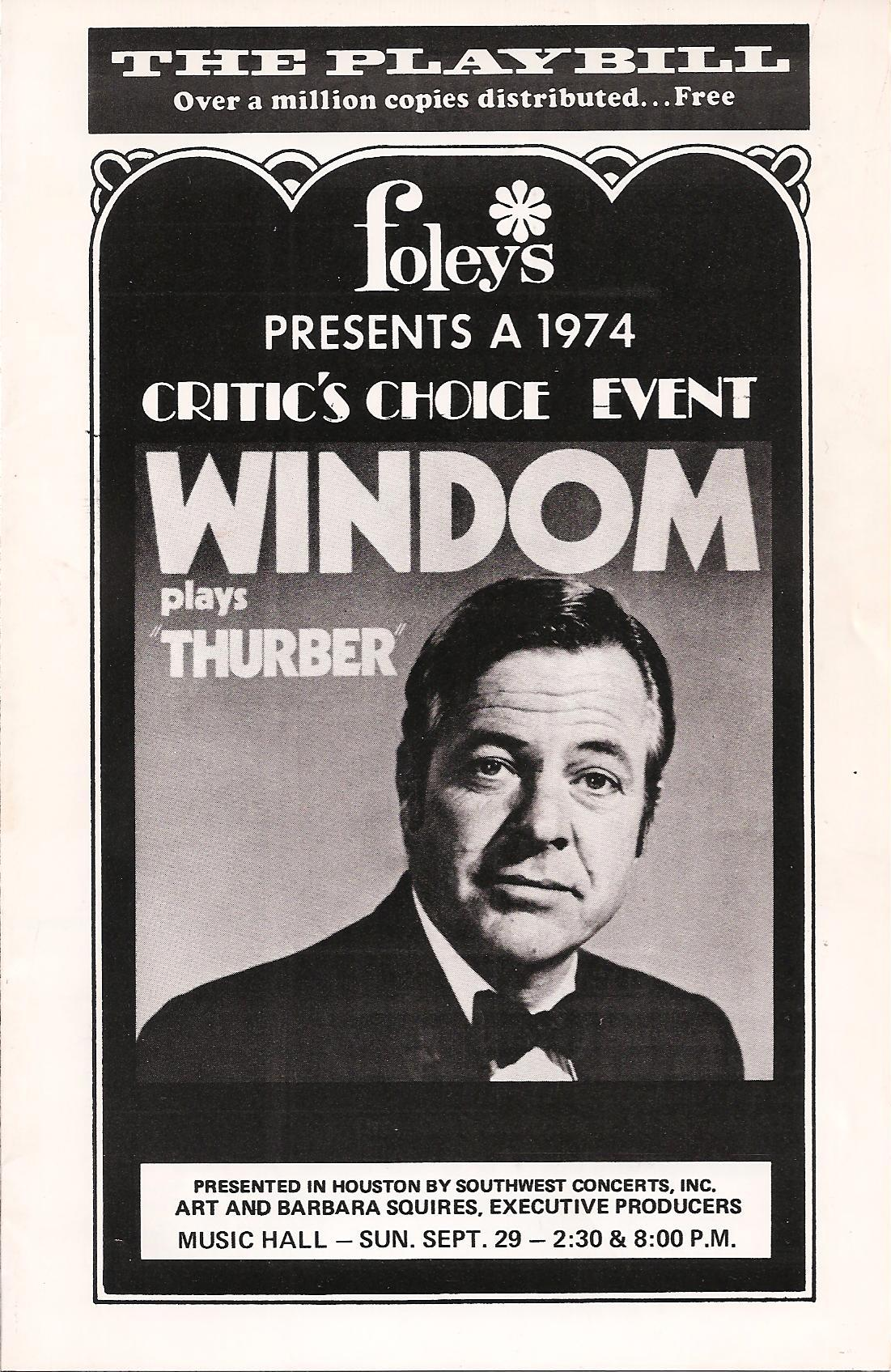
Windom Plays Thurber

William Windom est né à New York, sa mère est Isabel Wells (née Peckham) et son père, Paul Windom, architecte. L'homme politique William Windom est son arrière-grand-père.
Il sert pendant la Seconde Guerre mondiale comme parachutiste au 508e Régiment d'Infanterie de Parachutistes et dans la 82e Airborne Division. Il saute au-dessus de la Normandie lors du Débarquement.
Il débute au cinéma dans 'To Kill a Mockingbird' en 1962.
Il est surtout connu pour ses rôles à la télévision dans des téléfilms tels que Star Trek mais surtout Arabesque aux côtés d'Angela Lansbury en tant que son ami le Dr Seth Hazlitt.
Selon sa veuve, Patricia Tunder Windom, il est décédé à l'âge de 88 ans d'une insuffisance cardiaque à son domicile.
Il a eu quatre enfants : Rachel, Heather, Hope et Rebel, et quatre petits-enfants.

## Filmographie

### Au cinéma
- 1962 : Du silence et des ombres (To Kill a Mockingbird) : Mr. Gilmer, Prosecutor
- 1963 : Les Ranchers du Wyoming (Cattle King) : Harry Travers (Sharlee's Broher)
- 1963 : Trois filles à marier : Sam Travis
- 1964 : One Man's Way : Rev. Clifford Peale
- 1964 : Les Jeux de l'amour et de la guerre (The Americanization of Emily) : Capt. Harry Spaulding
- 1967 : Sept secondes en enfer (Hour of the Gun) : Texas Jack Vermillion
- 1968 : Le Détective (The Detective) : Colin MacIver
- 1968 : The Angry Breed : Vance Patton
- 1969 : Les parachutistes arrivent (The Gypsy Moths) : Allen Brandon
- 1970 : Brewster McCloud de Robert Altman : Weeks
- 1971 : Satan, mon amour (The Mephisto Waltz) de Paul Wendkos : Dr West
- 1971 : Les Évadés de la planète des singes (Escape from the Planet of the Apes) : The President
- 1971 : Le Rendez-vous des dupes (Fools' Parade) : Roy K. Sizemore
- 1972 : Pas vu, pas pris (Now You See Him, Now You Don't) de Robert Butler : Professor Lufkin
- 1972 : The Man : Arthur Eaton
- 1975 : Stevie, Samson and Delilah : Narrator
- 1976 : Echoes of a Summer : Dr Hallet
- 1978 : Mean Dog Blues de Mel Stuart : Victor Lacey
- 1978 : Goodbye, Franklin High
- 1981 : Separate Ways : Huey Block
- 1983 : Last Plane Out : James Caldwell
- 1984 : Grandview, U.S.A. : Bob Cody
- 1985 : Means and Ends
- 1985 : Space Rage : Gov. Tovah
- 1985 : Prince Jack (en) de Bert Lovitt : Ferguson
- 1986 : Welcome Home
- 1987 : Dead Aim : McWhorter
- 1987 : Pinocchio and the Emperor of the Night : Puppetino (voix)
- 1987 : Funland : Angus Perry
- 1987 : Un ticket pour deux (Planes, Trains & Automobiles) : Bryant
- 1988 : Committed (en) de Lisa Krueger : Doctor Quilly
- 1988 : La Vie en plus (She's Having a Baby) : Russ Bainbridge
- 1989 : Street Justice : Father Burke
- 1989 : Uncle Buck : Mr Hatfield (voix)
- 1993 : Sommersby : Reverend Powell
- 1994 : Miracle sur la 34e rue (Miracle on 34th Street) : C.F. Cole
- 1996 : Les Démons du maïs 4 : La Moisson (Children of the Corn IV: The Gathering) (vidéo) : Doc Larson
- 1999 : Jugé coupable (True Crime) de Clint Eastwood : Neil
- 2000 : The Thundering 8th : Old Joe
- 2001 : Early Bird Special : Fred
- 2002 : Raising Dead : Chief Silton
- 2003 : Dismembered : Police Capt. Hart
- 2003 : Dopamine : Rand's father
- 2004 : Star Trek: New Voyages : Commodore Matthew Decker (2004)
- 2005 : Yesterday's Dreams : Herb

### À la télévision
- 1960 : Thriller (série télévisée)
- 1962 : La Quatrième Dimension (The Twilight Zone) (série télévisée), Saison 4, épisode Miniature : Dr Wallman
- 1962 : Les Jetson (The Jetsons) (série télévisée) : Additional Voices (voix)
- 1962 : Seven Times Monday : Bob
- 1966 : Les Mystères de l'Ouest (The Wild Wild West), (série télévisée) - Saison 2 épisode 6, La Nuit de la Soucoupe volante (The Night of the Flying Pie Plate), de Robert Sparr : Ben Victor
- 1967 : Le Fugitif (The Fugitive), (Série télévisée) - saison 4, épisode n°  21 : "La vie n'est pas un rêve" : Le docteur Fred Simpson.
- 1967 : Mission Impossible (Série télévisée) - saison 2, épisode n°1 : La Veuve : Alex Kresnik
- 1967 : Star Trek (Série télévisée) - saison 2, épisode n°6 : La Machine Infernale : Le Commodore Matthew Decker
- 1967 : Les Envahisseurs : "The Doomsday Minus One"
- 1968 : Columbo : Inculpé de meurtre (Prescription: Murder) (Pilote No1) : Burt Gordon
- 1969 : U.M.C. : Raymond Hanson
- 1969 : My World and Welcome to It (en) (série télévisée) : John Monroe
- 1969 : Le Virginien : saison 8 épisode 03 (Halfway back from hell) : Joss Cardine
- 1970 : The Forty-Eight Hour Mile
- 1970 : The House on Greenapple Road : Paul Durstine
- 1971 : Big Fish, Little Fish
- 1971 : Mission Impossible (Série télévisée) - saison 6, épisode n°10 : Le chantage : Stu Gorman
- 1971 : Alerte sur le Wayne (Assault on the Wayne) : Captain Frank Reardon
- 1971 : Is There a Doctor in the House : Dr Tim Newly
- 1971 : Escape : Doctor Henry Walding
- 1971 : A Taste of Evil : Harold Jennings
- 1971 : Marriage: Year One : Warren Duden
- 1971 : The Homecoming: A Christmas Story : Charlie Snead
- 1971 : Le Virginien saison 9 épisode 15 (The Politician) : Foster Bonham
- 1972 : Columbo : Accident (Short Fuse) (série télévisée) : Everett Logan
- 1972 : Second Chance : Stan Petryk
- 1972 : Ghost Story : Charlie Pender
- 1972 : The New Healers : Mr. Farrigan
- 1972 : A Great American Tragedy : Rob Stewart
- 1972 : Pursuit : Robert Phillips
- 1972 : Les Rues de San Francisco (The Streets of San Francisco) (série télévisée) - Saison 1, épisode 3 (45 Minutes from Home) : Russell Rankin
- 1973 : The Girls of Huntington House : Sam Dutton
- 1973 : Winesburg-en-Ohio : Dr Reefy
- 1974 : Murder in the First Person Singular
- 1974 : The Day the Earth Moved : Judge Tom Backsler
- 1975 : L'Enquête de Monseigneur Logan (The Abduction of Saint Anne) : Ted Morrisey
- 1975 : Journey from Darkness : Dr Cavaliere
- 1975 : Guilty or Innocent: The Sam Sheppard Murder Case : Walt Adamson
- 1976 : Jim Bridger et Kit Carson (Bridger) : Daniel Webster
- 1976 : Richie Brockelman: The Missing 24 Hours : Arthur Springfield
- 1976 : Once an Eagle (feuilleton télévisé) : Gen. Duke kPulleyne
- 1977 : Seventh Avenue (feuilleton télévisé) : John Meyers
- 1978 : Hunters of the Reef : Panama Cassidy
- 1979 : Brothers and Sisters (série télévisée) : Larry Krandall
- 1979 : Blind Ambition (feuilleton télévisé) : Richard Kleindienst
- 1980 : Portrait of a Rebel: The Remarkable Mrs. Sanger : Soldini
- 1981 : Leave 'em Laughing : Smiley Jenkins
- 1981 : Side Show : Byron Gage
- 1982 : Desperate Lives : Dr Jarvis
- 1982 : The Rules of Marriage
- 1982 : Pour l'amour du risque
- 1983 : L'Agence Tous Risques (série télévisée) - Saison 1, épisode 1 (The town of San Rio Blanco) : Al Massey
- 1984 : L'Opération de la dernière chance (Why Me?) : General
- 1984 : Pigs vs. Freaks : Mayor Malcolm Wallwood
- 1984 : Espionnes de charme (Velvet)
- 1985 : Surviving : Dr Madsen
- 1985 :K2000 Wayne
- 1985-1996 : Arabesque : Dr Seth Hazlitt
- 1986 : Une vie de star (There Must Be a Pony) : Lee Hertzig
- 1987 : Sky Commanders (série télévisée) : Cutter' Kling (voix)
- 1987 : Denis la Malice (Dennis the Menace) : Mr. George Wilson
- 1989 : Camp Candy (série télévisée) (voix)
- 1990 : Parenthood (série télévisée) : Frank Buckman
- 1990 : Back to Hannibal: The Return of Tom Sawyer and Huckleberry Finn : Judge Thatcher
- 1991 : Chance of a Lifetime : Doctor Edelman
- 1993 : Attack of the 50 Ft. Woman : Hamilton Cobb
- 1996 : Fugitive X: Innocent Target : Uncle Billy